# Niederstotzingen
Niederstotzingen è un comune tedesco di 4 905 abitanti, situato nel land del Baden-Württemberg.